# Atanasi V
Atanasi V (en grec Ἀθανάσιος Ε') va ser patriarca de Constantinoble de l'any 1709 al 1711.
Era originari de Creta, i va tenir molt bona formació. Va estudiar a Halle a Saxònia, i tenia un ampli coneixement d'idiomes (llatí, àrab...). Era un expert en música eclesiàstica. Va ser nomenat metropolità de Tarnovo i al voltant de 1692 d'Adrianòpolis.
L'any 1709, quan va ser deposat Ciprià I, va ser nomenat patriarca de Constantinoble per ordre del Gran Visir. El 4 de desembre de 1711 Atanasi va ser deposat i Ciril IV va ocupar la seu. Va viure a Constantinoble i l'any 1718 va anar a Iași Es va dedicar a estudiar fins a la seva mort. Va deixar una obra important en el camp de la música eclesiàstica.